# Nurkovac
Nurkovac este o arie protejată (sit de importanță comunitară — SCI) din Croația întinsă pe o suprafață de 12,71 ha, integral pe uscat.

## Localizare
Centrul sitului Nurkovac este situat la coordonatele 45°19′01″N 17°36′40″E / 45.317014°N 17.611175°E.

## Înființare
Situl Nurkovac a fost declarat sit de importanță comunitară în iulie 2013 pentru a proteja 1 specie de plante.

## Biodiversitate
Situată în ecoregiunea continentală, aria protejată nu include niciun habitat protejat.
La baza desemnării sitului se află o specie protejată de  plante: Himantoglossum adriaticum.
Pe lângă speciile protejate, pe teritoriul sitului au mai fost identificate 3 specii de plante, 1 specie de nevertebrate.